# Нэнси Дрю. Смертельное устройство
«Нэнси Дрю. Смертельное устройство» (англ. Nancy Drew: The Deadly Device) — компьютерная игра-квест, двадцать седьмая из серии про Нэнси Дрю компании Her Interactive. Сюжет основан на двух книгах — «The Crime Lab Case» (2002) и «In and Out of Love» (1997).
Трейлер игры появился в конце предыдущей игры «Нэнси Дрю. Усыпальница пропавшей королевы». Возможность предзаказа бонусного издания действовала до 22 октября 2012 года.

## Сюжет
После загадочной смерти физика некогда спокойную, уединённую лабораторию окутал страх. Полицейское расследование среди холодных стальных стен сверхсекретной лаборатории зашло в тупик, наткнувшись на безразличие учёных, продолжающих исследования Теслы.

## Отзывы
| Сводный рейтинг          | Сводный рейтинг |
| Агрегатор                | Оценка          |
| ------------------------ | --------------- |
| GameRankings             | 79,50 %         |
| Иноязычные издания       |                 |
| Издание                  | Оценка          |
| AllGame                  | [ 3 ]           |
| Adventure Classic Gaming | [ 4 ]           |
| Adventure Gamers         | [ 5 ]           |
| Common Sense Media       | [ 6 ]           |
| Gamezebo                 | [ 7 ]           |
| IGN                      | [ 8 ]           |
| USA Today                | [ 9 ]           |